# Le Cauchemar de l'épouvanteur
Le Cauchemar de l'épouvanteur (titre original : The Spook's Nightmare) est le septième tome de la série L'Épouvanteur signée Joseph Delaney. Paru en 2010, il est précédé par Le Sacrifice de l'épouvanteur et suivi par Le Destin de l'épouvanteur.

## Résumé
Dans ce septième tome, l'épouvanteur, Tom et Alice doivent s'exiler du Comté car la guerre ravage le pays et la maison de Chipenden ainsi que sa bibliothèque ont brûlé. Décidant de se rendre en Irlande, ils accostent d'abord sur l'île de Mona. Ce qu'ils ne savent pas, c'est que leur séjour durera bien plus longtemps que prévu… Aux prises avec le terrible chaman, Lord Barrule, parieur invétéré de combats de chiens, et son terrible démon, le buggane, les trois réfugiés ne devront alors compter que sur leur intuition, leur hardiesse et surtout… s'accrocher à la vie.
Le buggane, servile bête de Barrule, leur causera du fil à retordre. Dévoreur de chair humaine, buveur de sang, broyeur d'os et annihileur d'esprits, son imposance, tantôt humain velu, tantôt taureau, tantôt hydre, forcera maintes fois le respect.
Lizzie, la sorcière s'étant échappée du jardin de Chippenden, sera aussi de la partie. Profitant de l'incendie de la maison de l'épouvanteur, elle se rendra elle aussi à Mona. Dans son apogée de puissance, quarante ans, elle reste pourtant pour le moment à la merci du chaman mais cela ne saurait durer. À moins qu'elle ne parvienne à se libérer de son entrave, élargissant ainsi sa soif d'omnipotence.